# La provincialina
La provincialina (Die Unschuld vom Lande) è un film del 1933 diretto da Carl Boese.

## Trama
Annina (Annerl), attrice filodrammatica di campagna, soccorre un direttore di teatro che ha avuto un incidente d'auto. Per scherzo, l'uomo invita Annina a recitare in città nel suo teatro, ma qui la ragazza è scambiata per l'amante del direttore, che da poco si è riconciliato con sua moglie. La moglie insulta la ragazza, ma questa entra in scena e dall'alto del palcoscenico risponde per le rime alla signora. Il pubblico applaude la ragazza per il suo coraggio, salva la commedia e dà visibilità alla piccola provinciale, destinandola al successo.

## Produzione
Il film, prodotto dall'Aco-Film, fu girato simultaneamente nelle versioni tedesca e italiana. La regia della versione italiana fu curata da Ferruccio Biancini.

## Distribuzione
Uscì nelle sale cinematografiche tedesche il 24 febbraio 1933. In Italia, con il titolo La provincialina, ottenne il 31 gennaio 1934 il visto di censura 28138 e venne distribuito in una versione di 2.189 metri dall'Itala Film.